# Ах, водевиль, водевиль…
«Ах, водевиль, водевиль…» — советский художественный музыкальный телефильм режиссёра Георгия Юнгвальд-Хилькевича по мотивам водевиля-шутки Петра Григорьева «Дочь русского актёра». Фильм снимался с августа по октябрь 1979 года.  Телевизионная премьера состоялась 6 января 1980 года.

## Сюжет
По мотивам водевиля Петра Григорьева «Дочь русского актёра» (1844).
Актёру Михаилу Лисичкину в театре дают отставку, чем наносят глубокое оскорбление. Он решает во что бы то ни стало отвадить свою дочь Верочку от сцены и удачно выдать её замуж за дважды вдовца и отставного гусарского прапорщика Акакия Ушицу. В планы Верочки не входит перспектива стать отставной прапорщицей, потому что она мечтает о карьере театральной актрисы и продолжении творческой династии Лисичкиных. Верочка подговаривает служанку Катю, как одурачить отставного военного.
Сначала главная героиня переодевается цыганкой, а потом — мальчишкой-посыльным Филимоном. Меняя образы, она убеждает прапорщика отказаться от планов взять её в жены. И вот теперь Катя ему нравится гораздо больше.
Проходит много лет. Бывшая знаменитая актриса Вера Лисичкина, оскорблённая увольнением, пытается уберечь свою дочь Екатерину от театральной карьеры, как когда-то её отец. Тем не менее, девушка успешно поступает в Александринский театр и сообщает об этом матери. Круг замкнулся.

## В ролях

### В главных ролях
- Галина Беляева — Верочка Лисичкина / Екатерина Лисичкина, её дочь / цыганка / посыльный Филимон
- Михаил Пуговкин — Михайло Лисичкин, актёр
- Олег Табаков — Акакий Назарыч Ушица, отставной прапорщик
- Людмила Крылова — Катенька, служанка

### Исполнение главных вокальных партий
- Жанна Рождественская
- Людмила Ларина

## Съёмочная группа
- Сценарий и постановка: Георгия Юнгвальд-Хилькевича
- Композитор: Максим Дунаевский
- Оператор-постановщик: Владимир Бондарев
- Художник-постановщик: Давид Виницкий
- Текст песни: Леонида Дербенёва
- Хореография: Давида Плоткина
- Звукооператор: Лия Беневольская
- Запись музыки: Виктора Бабушкина
- Музыкальный редактор: Минна Бланк

- Режиссёр: Л. Авербах

- Оператор: В. Логунов

- Монтаж: Н. Белевцевой

- Грим. М. Ермаковой

- Костюмы: Татьяны Вадецкой

- Комбинированные съёмки:
  - Оператор: В. Камаринский
  - Художник: Б. Вольский

- Редактор: Н. Меренкова

- Директор картины: Л. Кушелевич
- Инструментальный ансамбль «Фестиваль»
  - Руководитель: Дмитрий Атовмян

## Песни в фильме
Музыка: Максим Дунаевский. Слова: Леонид Дербенёв.
| Название                   | Вступительные слова | Исполнитель                                                                                    |
| -------------------------- | --- | ---------------------------------------------------------------------------------------------- |
| Ах, этот вечер             | Днём город как город, и люди как люди вокруг, // Но вечер приходит, и всё изменяется вдруг.                                                | Людмила Ларина                                                                                 |
| Песенка про водевиль       | Для кого-то роль Отелло — и блаженство, и награда, // Только я другое дело. Водевиль — моя отрада.                                         | Людмила Ларина                                                                                 |
| Песня о шуте               | Хорошо быть шутом, // Настоящим притом, // Без забот, без угла, без гроша.                                                                 | Жанна Рождественская и Людмила Ларина (припев)                                                 |
| Куплеты Лисичкина          | Простите, не пришёлся ко двору. // Причина всем ясна, я полагаю.                                                                           | Михаил Пуговкин                                                                                |
| Какой бы он ни был хороший | Весна за окном колобродит, // И сердце опять бередит, // И замуж подружки выходят, // Но ты погоди, погоди.                                | Жанна Рождественская и Людмила Ларина                                                          |
| Куплеты прапорщика Ушицы   | Любовь — смешенье огня и льда, // Кому — нектар, кому — отрава.                                                                            | Олег Табаков                                                                                   |
| Гадалка                    | Ежедневно меняется мода, // Но покуда стоит белый свет, // У цыганки со старой колодой // Хоть один да найдётся клиент.                    | Жанна Рождественская (куплеты и припевы) и Людмила Ларина (второй голос в куплетах и припевах) |
| Прежде, чем жениться       | Трудно спорить с жизненною логикой, // И о чём ты там ни говори, // Прежде чем жениться на молоденькой, // Паспорт свой открой и посмотри. | Жанна Рождественская и Людмила Ларина (бэк-вокал в куплетах и второй голос в припевах)         |
| Песня о любопытстве        | Всё на этом странном свете // Интересно чрезвычайно, // Всё на этом мудром свете // Интересно и непросто.                                  | Жанна Рождественская и Людмила Ларина (второй голос)                                           |
| Куплеты Верочки            | За то, что снова, зрители, // Вы собрались здесь, // Спасибо сочинителям // Печальных и радостных пьес.                                    | Людмила Ларина                                                                                 |

## Критика
Киновед Александр Фёдоров считал, что этот «скромный по своим художественным достоинствам» фильм «запомнился зрителям, прежде всего, по шлягерам Максима Дунаевского, вокалу Жанны Рождественской и очаровательной игре юной Галины Беляевой».